# Paul Motzki
Paul Motzki (1989) è un ex giocatore di football americano tedesco, che ha giocato come defensive back.

## Palmarès
- 1 Europeo (2014)